# Leen van Beuzekom
Leen van Beuzekom, L.N. van Beuzekom − indonezyjski piłkarz, bramkarz, reprezentant Indii Holenderskich podczas mistrzostw świata 1938 we Francji.
W czasie kariery piłkarskiej grywał m.in. dla Herculesa Batavia. Został powołany przez ówczesnego selekcjonera Johana Mastenbroeka do kadry narodowej Indii Holenderskich (Indonezji) na Mistrzostwa Świata 1938 we Francji, lecz nie rozegrał ani jednego spotkania na tym czempionacie.